# Cyria
Titre
Princesse des Quinquégentiens
370 – 374
Cirya, aussi connue sous le nom de Kirya, Sirya ou Silya, était une princesse quinquegentien et fille du roi Nubel au milieu du 4e siècle, dans l'actuelle Kabylie.
Cyria  d'origine grecque est dérivé du mot "Kyria", qui signifie "dame" ou "maîtresse". Il évoque une image de noblesse et de respect, souvent associée à des attributs de leadership et d'autorité.

## Anthroponymie
Les variantes orthographiques de son nom son : Cyria, Cirya, Kyria, Kirya, Sylia, Silya, Syria ou Sirya.

## Biographie
Elle était la fille du regulus maure et chrétien donatiste Flavius Nubel, général quinquegentien au 4e siècle, qui disposait de grandes richesses. Ses frères Firmus, Samak, Maskazal, Dyus et Mazuka se révoltent contre l'empereur Valentinien Ier et sont défaits par Théodose l'Ancien grâce à la trahison de leur frère, Gildon[source insuffisante].